# Tuzła (wyspa)
Tuzła (krymskotat. Tuzla; ukr., ros. Тузла) – mała wyspa znajdująca się w Cieśninie Kerczeńskiej.
Terytorialnie podlega miastu Kercz. Stanowi fragment mierzei, rozmywany przez fale. Została utworzona w 1925 roku przez sztorm, który oderwał ją od reszty mierzei o tej samej nazwie. Jej długość wynosi około 6,5 km, szerokość – około 500 m.
Wyspa znajduje się we wschodniej części Cieśniny Kerczeńskiej i geograficznie powiązana jest z rosyjskim Półwyspem Tamańskim (którego do 1925 roku  była częścią), a nie krymskim Półwyspem Kerczeńskim. Ze względu na to, że granica europejsko-azjatycka wyznaczona przez Międzynarodową Unię Geograficzną przebiega przez Cieśninę Kerczeńską, Tuzła jest wyspą azjatycką.
We wrześniu 2003 roku wyspa była zarzewiem konfliktu ukraińsko-rosyjskiego, gdy rosyjscy robotnicy zaczęli budować groblę z Półwyspu Tamańskiego. W 2014 roku wraz z całym Półwyspem Krymskim została zaanektowana przez Rosję. Rosjanie po zajęciu Krymu wykorzystali tę wyspę w budowie mostu nad Cieśniną Kerczeńską.